# Место расстрела 6 рабочих-коммунистов
Тут 13.ІХ.1941 р.

Розстріляні німецько

– фашистськими убивцями

робітники комуністи

рудника Інгулець

Архипенко Аврам Данилович 1888 р.

Пивовар Іван Калинович 1897 р.

Похил Микола Федорович 1880 р.

Котолуп Степан Прокопович 1914 р.

Сахно Іван Федорович 1914 р.

Цельман Фрідріх Мартинович 1886 р.

Место расстрела 6 рабочих-коммунистов — памятник истории в Ингулецком районе города Кривой Рог Днепропетровской области.

## История
Летом 1941 года во время оккупации посёлка Ингулец немецкой полицией были арестованы шесть рабочих-коммунистов рудника «Ингулец»: Архипенко Аврам Даниилович (1888 г. р.), Пивовар Иван Калинович (1897 г. р.), Похил Николай Фёдорович (1880 г. р.), Котолуп Степан Прокофьевич (1914 г. р.), Сахно Иван Фёдорович (1914 г. р.), Цельман Фридрих Мартынович (1886 г. р.).
13 сентября 1941 года все шесть задержанных были расстреляны у одноэтажного кирпичного здания рудоуправления «Ингулец». Впоследствии погибшие перезахоронены в братской могиле в Старом Ингульце.
В 1945 году на месте расстрела установлена мраморная памятная доска.
В 1967 году местными мастерами проведена реконструкция.
8 августа 1970 года, решением № 618 Днепропетровского облисполкома, место расстрела 6 коммунистов взято на государственный учёт под охранным номером 1659.
В 1999 году в связи с аварийным состоянием здания рудоуправления «Ингулец» памятная доска была демонтирована. В конце 2009 года здание было снесено.
По состоянию на 2017 год памятная доска хранилась в музее Ингулецкого горно-обогатительного комбината по проспекту Победы, 2А.

## Характеристика
Место расстрела находится по Половецкой улице 13 в Ингулецком районе города Кривой Рог.
На доске контррельефом выполнена окрашенная в золото 11-строчная надпись на украинском языке.